# 天主教波特兰总教区
天主教波特蘭總教區（拉丁語：Archidioecesis Portlandensis in Oregon）是美國一個羅馬天主教總教區，下轄四個教區。總教區管轄俄勒岡州西部十八個縣，教座位於該州最大城市波特蘭。
總教區於2017年至2018年期間有45萬5080名教友、124個堂區和406名司鐸。現任總主教為亞歷山大·K·桑普爾，輔理主教為伯多祿·L·史密夫，榮休總主教為若望·G·維尼，榮休輔理主教為康納·陶南·斯泰納爾。
俄勒岡準州宗座代牧區於1843年12月1日成立，1846年7月24日升為俄勒岡城總教區，1928年9月26日易名至今。總教區由於涉及性醜聞事件而於2004年7月申請破產，成為美國首個宣告破產的天主教教區。